# Mesosa multinigrosignata
Mesosa multinigrosignata är en skalbaggsart som beskrevs av Stefan von Breuning 1974. Mesosa multinigrosignata ingår i släktet Mesosa och familjen långhorningar. Inga underarter finns listade i Catalogue of Life.